# Nematopodius pallidicornis
Nematopodius pallidicornis là một loài tò vò trong họ Ichneumonidae.